# A Magyar Honvédség jelentősebb hadgyakorlatai a NATO-csatlakozás óta
Magyarországon NATO-csatlakozása óta (1999. március 12.) több ország hadereje képviseltette magát NATO-együttműködést segítő hadgyakorlatokon, vagy más feladatok teljesítése során (például NATO szövetséges erők állomásoztak  Magyarországon a délszláv válság idején, kisegítve és erősítve a Honvédség légvédelmi csapatait). Gyakorlatokon, kiképzéseken jártak az országban olasz, holland, francia, német, amerikai, román és a 2006-ban megrendezett „Sólyomcsapás” (Falcon Strike) elnevezésű hadgyakorlaton szlovén erők is Várpalota térségében, illetve magyar kontingensek is csatlakoztak több közös NATO-hadgyakorlathoz, hogy javítsák a Szövetség egyes tagjaival létrehozandó együttműködési képességeiket.
A Magyar Honvédség fontosabb hadgyakorlatai a NATO csatlakozása óta:
| Hadgyakorlat neve                  | Időpontja (év. hónap nap.)               | Helye                                    | Célja | Résztvevők és eszközeik | Forrás |
| ---------------------------------- | ---------------------------------------- | ---------------------------------------- | --- | --- | ------ |
| Bevetési Irány 2008                | 2008. szeptember 15– október 15.         | MH Bakony Harcikiképző Központ           | összfegyvernemi hadgyakorlat a fegyvernemi harcfeladatok gyakorlására és fejlesztésére                                                                            | na. |        |
| Bevetési Irány 2007                | 2007. október 11– november               | MH Bakony Harcikiképző Központ           | lásd fent | na. |        |
| Spring Flag                        | 2007. május 7–25.                        | Olaszország, Szardínia szigete           | többnemzeti NATO légierő-gyakorlat | na. |        |
| Cooperative Search and Rescue 2006 | 2006                                     | Románia                                  | NATO kutató-mentő hadgyakorlat | na. |        |
| Steadfast Jaguar 06                | 2006                                     | Zöld-foki-szigetek                       | na. | na. |        |
| Brillant Ledger 06                 | 2006                                     | na.                                      | na. | na. |        |
| „Sólyomcsapás” (Falcon Strike)     | 2006. október 23– november 17.           | MH Bakony Harckiképző Központ, Várpalota | szlovén–magyar kontingensek együttműködési képességeinek gyakorlása és javítása, magyar PRT-tapasztalatok átadása, kiképzési együttműködési egyezmények megkötése | Szlovén Fegyveres Erők – 600 fő (Valuk harcjárművek és PC–9 kiképző repülőgépek) | [ 1 ]  |
| Bevetési Irány 2006                | 2006. szeptember 15–30. és október 1–13. | MH Bakony Harcikiképző Központ           | lásd fent | na. | [ 2 ]  |
| Légi Fölény 2006                   | 2006                                     | Lengyelország                            | rakéta-éleslövészet | na. |        |
| Bevetési Irány 2005                | 2005. szeptember 5– október eleje        | MH Bakony Harcikiképző Központ           | lásd fent | na. |        |
| Long Fall hadgyakorlat             | 2006. október 24–27.                     | na.                                      | na. | na. |        |
| Légi Roham 2005                    | 2005                                     | na.                                      | na. | na. |        |
| Balti 2005                         | 2005                                     | Lengyelország                            | éles légvédelmi rakétalövészet | na. |        |
| Clever Ferret 2005                 | 2005. május 9–25.                        | na.                                      | na. | na. |        |
| Ample Train 2003                   | 2003. május 26–30.                       | MH 59. Sz. D. Rb., Magyarország          | az első „kereszt-kiszolgálási” hadgyakorlat Magyarországon hét NATO-tagállam és Svédország részvételével                                                          | Belgium (F–16AM/BM), Franciaország (Mirage 2000D), Görögország (F–16C/D), Nagy-Britannia (Sea Harrier FRS. 2), Németország (Tornado és F–4F), Svédország (JAS 39 Gripen), Törökország (F–4E) és Magyarország (MiG–29B/UB) | [ 3 ]  |
| Clever Ferret 2003                 | 2003. május                              | MH Bakony Harckiképző Központ, Várpalota | az IT–HU–SL MLF (Multinational Land Force) főpróbát tartott a 2003 őszén kezdődő közös parancsnoki KFOR-misszióhoz                                                | olasz Júlia alpesi dandár szlovén 1. Gépesített Lövészdandár magyar 5. Bocskai István Gépesített Lövészdandár | [ 6 ]  |